# Heinz Fischer-Roloff
Heinz Fischer-Roloff (auch: Heinz F. Roloff; * 27. Oktober 1923 in Hannover; † 2004) war ein deutscher Maler und Grafiker.

## Leben
Der zur Zeit der Weimarer Republik in Hannover geborene Heinz Fischer-Roloff absolvierte eine Grafikerlehre und begann in der Nachkriegszeit im Jahr 1946 ein Studium an der hannoverschen Werkkunstschule. Nachdem seine frühen Arbeiten schon im Jahr 1950 im Kunstverein Hannover gezeigt wurden, wurde er im Folgejahr 1951 mit dem Förderpreis „Junge Kunst“ des Landes Niedersachsen ausgezeichnet. 1960 wurde ihm ein Stipendium in der Deutschen Akademie Villa Massimo zuerkannt.
1979 unterhielt Heinz Fischer-Roloff Wohnung und Atelier unter der Adresse Gothaer Straße 19 im hannoverschen Stadtteil Vahrenheide.

## Werke
In seinen Ölbildern und Collagen variierte Fischer-Roloff in vielfältiger Weise das Rechteck als Grundelement seiner Arbeiten, die er später streng in der Form und in eine kühle Farbigkeit reduzierte. Er schuf ganze Reihen von Collagen aus fein abgestuften Papierstreifen, die an die Oberflächen uralter Mauern erinnern mit verwitterten, abgebröckelten und geflickten Putzschichten und „in ihrer fein nuancierten Farbigkeit, ihrem flachen Relief von eigentümlichen Reiz sind.“
Einige Arbeiten des Künstlers finden sich im öffentlichen Besitz, wie etwa im Niedersächsischen Kultusministerium.

## Weitere Ausstellungen (Auswahl)
- 1959 und 1962: Junge Stadt sieht Kunst, Wolfsburg[3]
- 1960: Mostra Universitaria Internationale, Rom[3]
- 1962: Contemporary Art from Lower Saxony, Bristol[3]
- 1964: Galerie Pasdach, Braunschweig[3]
- 1967: Collage 67, Städtische Galerie im Lenbachhaus, München[3]

Zudem beteiligte sich Fischer-Roloff an verschiedenen Ausstellung des Kunstvereins Hannover sowie des Deutschen Künstlerbundes.